# Castelo de Herrebouc
O Château de Herrebouc é um castelo na comuna de Saint-Jean-Poutge, no departamento de Gers, na França.
Apesar de ser um edifício mais antigo, o aspecto actual do castelo é o resultado de uma grande campanha de obras no início do século XVII. O pombal é característico da arquitectura da época de Henrique IV (reinou de 1589 a 1610). A adega é provavelmente uma estrutura posterior.
O moinho mantém uma base medieval intacta. Paredes medievais também são visíveis nas construções da fazenda.
Está classificado desde 1926 como um monumento histórico pelo Ministério da Cultura da França.